# Eckart Lange (Landschaftsarchitekt)
Eckart Lange (* 4. Februar 1961 in Stuttgart-Bad Cannstatt) ist ein deutscher Landschaftsplaner. Seit 2004 ist er Professor am Department of Landscape an der University of Sheffield.

## Leben
Lange studierte ab 1982 Landschaftsplanung an der TU Berlin und der Heriot-Watt University in Edinburgh. Anschließend ging er mit einem DAAD-Stipendium an die Harvard Graduate School of Design und schloss mit dem Master in Design Studies ab. Er promovierte und habilitierte sich  an der ETH Zürich im Bereich der Landschaftsvisualisierung und Raum- und Landschaftsentwicklung.
2004 wurde Lange Professor am Department of Landscape an der University of Sheffield, wo er von 2010 bis 2014 Institutsvorsteher war. Als Vertreter Großbritanniens war er Mitglied des Wissenschaftlichen Beirats der Europäischen Umweltagentur in Kopenhagen. Außerdem ist er Mitglied des European Council of Landscape Architecture Schools.
Lange ist verheiratet, hat zwei Kinder und lebt in Sheffield.

## Auszeichnungen
Lange war Fellow der Japan Society for the Promotion of Science (JSPS, National Institute of Environmental Studies) und Gastprofessor an der Graduate School of Frontier Sciences an der University of Tokyo, sowie Visiting Scholar an der University of California, Berkeley.